# Suurlaht
Suurlaht är en sjö på ön Ösel i Estland. Den ligger i Ösels kommun i den del som före kommunsammanslagningen 2014 låg i Kaarma kommun. Arean är 5,4 kvadratkilometer.
Den ligger vid byn Laheküla, 3 km väster om residensstaden Kuressaare. Tillflöden är Irase jõgi och den 500 meter korta Kalaaugu jõgi som avvattnar den österut liggande sjön Linnulaht. Vid högvatten förenas Suurlaht med den västerut liggande sjön Mullutu laht. Gemensamt utflöde är Nasva jõgi, namngiven efter småköpingen (estniska: alevik) Nasva som är belägen vid vattendragets mynning vid Östersjön. 
Suurlaht är mycket grund, största djup är endast två meter, och den ligger i ett låglänt område nära Ösels sydkust. Sjön utgörs av en tidigare havsvik och dess namn är estniska för ”storviken”.  